# 자랑방손님
자랑방손님은 한국방송공사(KBS)의 버라이어티 쇼이다. 박명수와 김희철 (가수)이 공동으로 사회를 맡는다.

## 포맷
시청자의 고민과 어려움을 공유하는 TV와 라디오 프로그램들은 우리 삶의 대부분이 실수와 실패에 대한 수치와 후회로 가득 차 있음을 전달하는 것처럼 보인다. 그러나 실수와 실패는 성공의 비료이며 우리를 더 강하고 더 나은 사람으로 만드는 것이다. 자랑방손님에서 시청자는 자신의 인생 이야기를 자랑하는 형식으로 공유한다. 한국 방송 사상 최초로 호스트가 직접 집에서 녹화를 진행하고, 시청자들은 생중계를 보며 호스트와 소통할 수 있다.

## 에피소드 목록
- 2017년 3월 16일 - 시청률 2.6%
- 2017년 3월 23일 - 시청률 1.9%